# Történeti földtan
A történeti földtan a geológia tudományága, amely a Föld fejlődéstörténetével foglalkozik. A földtörténet összetett tudományág. Célja, hogy általános geológiai, paleontológiai (őslénytani), ásvány- és kőzettani, geokémiai, geofizikai, geomorfológiai, éghajlattani ismeretekre építkezve rekonstruálja térben és időben a földtörténeti korok (ős)földrajzi környezetét és a földtörténet eseményláncolatát.

A történeti földtani ismeretek birtokában a ma zajló, nem emberi léptékű folyamatok is (pl. éghajlatváltozás, hegységképződés, tengerszint emelkedése és süllyedése, stb.) jobban megérthetők, illetve olyan jelenségeket is megérthetünk, amelyek ma nem (pl. a Föld kisebb tengelyferdesége), vagy ma már nem figyelhetők meg (pl. oxigénszegény légkör hatása, a Föld gyorsabb tengely körüli forgása).